# Skałka (Gałęzice)
Skałka – część wsi Gałęzice położona w Polsce, w województwie świętokrzyskim, w powiecie kieleckim, w gminie Piekoszów.
W latach 1975–1998 Skałka należała administracyjnie do województwa kieleckiego.
Wierni Kościoła rzymskokatolickiego należą do parafii Wniebowzięcia Najświętszej Maryi Panny i św. Tekli w Mninie.